# Ed Mort (filme)
Ed Mort é um filme brasileiro de 1997, do gênero comédia, dirigido por Alain Fresnot, com roteiro de José Rubens Chachá baseado no personagem do escritor Luis Fernando Verissimo, adaptado para os quadrinhos por Miguel Paiva.

## Sinopse
Trata-se de um investigador particular de São Paulo com sérios problemas financeiros, que é contratado para encontrar um tal de Silva. Paralelamente, aceita procurar um garoto desaparecido, que trabalhava numa pastelaria. Suas investigações o levam a se confrontar com empresários e policiais corruptos, além de se envolver com uma apresentadora de televisão de programas infantis (referência aos programas de sucesso na época, apresentados por Xuxa e Angélica).

## Elenco
- Paulo Betti.... Ed Mort
- Cláudia Abreu.... Cibele
- Otávio Augusto.... delegado Mariano
- Ary Fontoura.... Nogueira
- Irene Ravache.... Carmem
- Roseane Lima .... Dayse
- Chico Buarque de Hollanda.... Silva disfarçado
- Marília Gabriela.... Silva disfarçado
- Cauby Peixoto.... Silva disfarçado
- Luiza Tomé.... Silva disfarçado
- José Rubens Chachá.... Silva sem disfarces e voz nos disfarces
- Gilberto Gil.... Silva disfarçado
- José Mojica Marins.... Silva disfarçado
- Heródoto Barbeiro.... ele mesmo
- Hélio Bicudo.... ele mesmo
- Rosi Campos.... Wanda
- Mona Dorf .... ela mesma
- Edson dos Santos .... Bira
- Ary França.... Adroaldo
- Iara Jamra.... Caixa do motel Faraós
- Celso Ming.... ele mesmo
- Wandi Doratiotto.... Agenor (ex e eterno cunhado do Ed Mort)